# Shigeru Yoshida (bureaucrate)
Pour l’article homonyme, voir Shigeru Yoshida.
Shigeru Yoshida (吉田 茂, Yoshida Shigeru), né le 2 septembre 1885 à Usuki  dans la préfecture d'Ōita au Japon et décédé à l'âge de 69 ans le 2 septembre 1954 à Tokyo, est un bureaucrate et homme politique japonais qui fut membre de la chambre des pairs de la Diète du Japon, secrétaire général du Cabinet, gouverneur de la préfecture de Fukuoka et deux fois ministre dans le gouvernement de Meiji. À ne pas confondre avec l'ancien Premier Ministre Shigeru Yoshida de même nom.

## Biographie
Yoshida est né en 1885 dans ce qui est aujourd'hui la ville d'Usuki  dans la préfecture d'Ōita où son père était fonctionnaire à la banque du Japon. Il sort diplômé en Droit de l'université impériale de Tokyo en 1911 et réussit ensuite le plus haut examen pour entrer dans la fonction civile. Fin 1911, il entra au ministère des Affaires intérieures et fut adjoint du maire de Tokyo en 1923. À la suite du grand tremblement de terre de Kantō de 1923, il fut assigné au Bureau de reconstruction du ministère et plus tard au bureau chargé de la gestion des sanctuaires shinto. D'octobre 1934 à mai 1935, Yoshida fut le secrétaire général du Cabinet de Keisuke Okada et devint membre du conseil de planification. En 1937, il fut élu membre de la chambre des pairs de la Diète du Japon. Il devint ministre du Bien-être de janvier à juillet 1940 au sein du gouvernement de Mitsumasa Yonai et fut nommé gouverneur de la préfecture de Fukuoka en juillet 1943 par le premier ministre Hideki Tōjō. Sous le successeur de Tōjō, Kuniaki Koiso, Yoshida fut rappelé à Tokyo pour devenir ministre des Munitions de décembre 1944 à avril 1945.
Après la défaite de 1945, Yoshida fut évincé du gouvernement par les forces alliées (comme tous les membres du gouvernement) mais il ne fut pas arrêté. En 1953, après la fin de l'occupation du japon, il devint directeur de l'association des sanctuaires shinto.

## L'autre Shigeru Yoshida
Le bureaucrate Shigeru Yoshida est souvent confondu avec un autre homme politique du même nom et de la même tranche d'âge. L'autre Shigeru Yoshida fut avant-guerre ministère des Affaires étrangères puis premier ministre du Japon. Le bureaucrate Shigeru Yoshida est souvent référé sous le nom de "Meijiro Yoshida" car il habitait dans le quartier tokoïte de Mejiro tandis que l'autre Yoshida est parfois appelé "Ōiso Yoshida" car sa maison de campagne se trouvait à Ōiso dans la préfecture de Kanagawa

## Source de la traduction
- (en) Cet article est partiellement ou en totalité issu de l’article de Wikipédia en anglais intitulé « Shigeru Yoshida (bureaucrat) » (voir la liste des auteurs).